# KN 1–6 (Zweitbesetzung)
Die Heißdampf-Tenderlokomotiven KN 1II–6II (in Zweitbesetzung) mit der Achsfolge E wurden für die Kleinbahn AG Cassel-Naumburg (KN) ab 1925 von der Lokomotivfabrik Krauss & Comp. beschafft.
Drei Lokomotiven kamen in den 1950er Jahren zur Deutschen Eisenbahn-Gesellschaft (DEG) und wurden bis 1970 ausgemustert. Die KN 6II wurde von dem Hessencourrier erworben und ist dort betriebsfähig erhalten geblieben.

## Geschichte
Durch die ständige Erhöhung der Transportleistungen wurde bei der Kleinbahn AG Cassel-Naumburg um 1925 eine Erneuerung des aus den KN 1–4 bestehenden Erstbestandes der Gesellschaft erforderlich, gleichzeitig sollte mit den neuen Fahrzeugen eine Leistungserhöhung des Verkehrs erreicht werden. So wurden zuerst drei Lokomotiven bei Krauss & Comp. bestellt, die als vergrößerte Variante aus dem laufenden ELNA-Programm entwickelt wurden. Die Lokomotiven hatten eine Leistung von etwa 500 PS.
Nach den ersten Betriebserfahrungen wurde eine weitere Maschinen notwendig, sodass 1926 eine vierte Lokomotive beschafft wurde. Kritik ergab sich aus der Laufruhe und den zu geringen Wasservorräten. Bei der 1938 gelieferten fünften Lokomotive der Serie wurden die seitlichen Wasserkästen ab Herstellerwerk erhöht und dadurch der Wasserinhalt von 4 m³ auf 6 m³ vergrößert. 1941 folgte die letzte Lokomotive der Serie.
Die Lokomotiven überstanden alle den Zweiten Weltkrieg. Danach wurde das Laufwerk durch den Einbau von Beugniot-Hebel verbessert.
Die KN 1II wurde nach 1958 mehrfach vermietet und 1962 ausgemustert.
Die KN 2II erhielt als erste den Beugniot-Hebel. Bei dieser Umbaumaßnahme 1948 wurden die Wasserkästen vergrößert und der Kohlevorrat aufgestockt. Die Lok fuhr bis 1964, 1966 wurde sie verschrottet.
Die KN 3II wurde ebenso umgebaut, 1966 ausgemustert und 1970 verschrottet.
Die KN 4II erhielt nach den Umbaumaßnahmen 1964 den Kessel der ehemaligen KN 2II. Sie wurde 1967 an die Butzbach-Licher Eisenbahn verkauft. Dort blieb sie noch bis 1971 in Betrieb, wobei sie noch die Achsen der ehemaligen KN 3II erhielt. Sie wurde 1972 zerlegt.
Die KN 5II, die ab Werk größere Vorratsbehälter besaß und für eine Geschwindigkeit von 60 km/h ausgelegt war, tat bis 1969 Dienst bei der KN, dann wurde sie nach Ablauf der Fristen abgestellt und später verschrottet.
Die KN 6II blieb erhalten. Die Lok wurde 1970 aus dem aktiven Dienst genommen, dann von der Stadt Naumburg gekauft und zwölf Jahre lang am Bahnhof Naumburg als Denkmal ausgestellt. Ab 1983 wurde sie von dem Denkmalssockel zurückgeholt und bis 1985 wieder betriebsfähig aufgearbeitet. Heute gehört sie dem Hessencourrier.

## Konstruktion

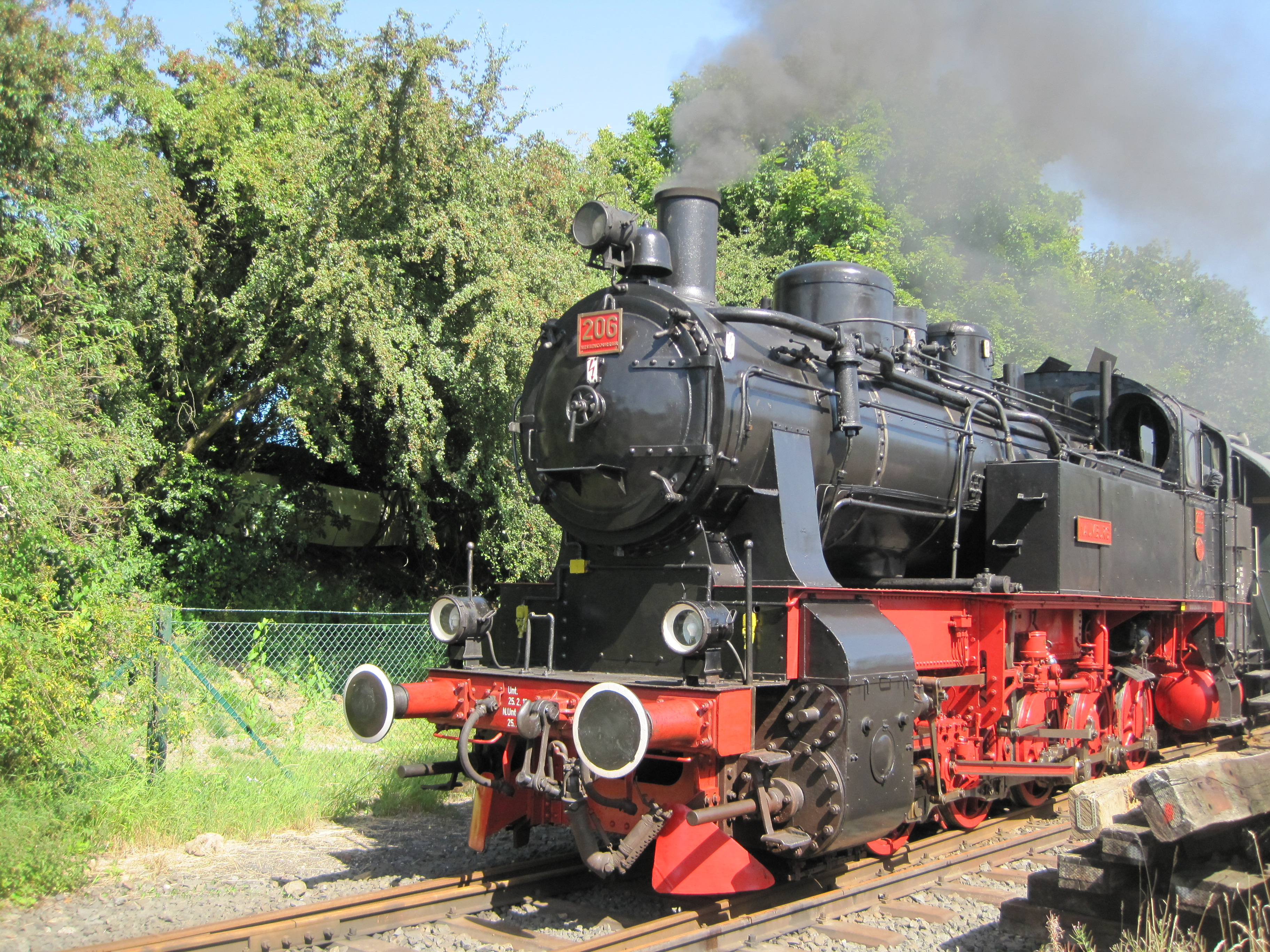
Die erhaltene KN 6^{II} als Zuglok vor dem Hessencourrier

Die Lokomotiven waren in Anlehnung an das ELNA-Typprogramm konstruiert, eine fünfachsige Lokomotive war hier aber nicht vorgesehen. Charakteristisch an den Maschinen von Krauss war die Reihenfolge der Kesselaufbauten. Bei ihnen sitzt der Dampfdom mit Ventilregler vorn am Langkessel, dahinter der Speisedom, der jedoch kaum über den Kessel hinausragte. Der Sandkasten mit je zwei Fallrohren pro Seite und ein Sicherheitsventil Bauart Ramsbottom schließen die Kesselaufbauten ab. Der Schornstein ist bei Krauss länger als nach den Normalien, davor war das Läutewerk angeordnet.
Der Kessel hatte eine Verdampfungsheizfläche von 147,76 m² und war etwas größer als der der Preußischen T 16.1. Das brachte den Loks eine Leistung von ungefähr 500 PS. Typisch für die Lokomotiven nach diesem Schema waren die ursprünglich T-förmig angeordneten Wasserkästen zwischen den Rahmenwangen und nur einem kleinen seitlichen Aufsatz je Seite. Der Kohlenkasten befand sich hinter dem Führerhaus. Da die Vorräte zu knapp bemessen waren, erhielten die Lokomotiven zusätzliche seitliche Wasserkästen und vergrößerte Kohlekästen.
Die mittleren drei Achsen waren fest im Rahmen gelagert und die äußeren Radsätze waren nach Gölsdorf seitenverschiebbar gestalten. Trotzdem ergab sich ein hoher Verschleiß an Schienen und Radreifen. Schon vor dem Zweiten Weltkrieg gab es mehrere Versuche zur Verbesserungen wie Änderungen der Rückstelleinrichtung. Erst ab 1948 konnte mit den Einbau von Beugniot-Hebel eine zufriedenstellende Lösung gefunden werden.
Die Lokomotiven waren mit einer Dampfheizung ausgerüstet.